# Marcin Mielcarek
Marcin Waldemar Mielcarek (ur. 18 grudnia 1996 w Kaliszu) – polski pisarz, poeta i twórca internetowy. Laureat Lubuskiego Wawrzynu Literackiego w kategorii „proza” za 2024 rok.

## Życiorys
Pochodzi z podkaliskiej wsi Plewnia. Po ukończeniu IV Liceum Ogólnokształcącego w Kaliszu przeprowadził się do Zielonej Góry, gdzie rozpoczął studia na wydziale filologii polskiej miejscowego uniwersytetu, gdzie uzyskał tytuł magistra. Debiutował w 2019 roku zbiorem opowiadań „Wszystkie nasze Boginie-Matki”, z którego tytułowe opowiadanie opublikowano w numerze 05/2020 miesięcznika Twórczość. Jego opowiadania ukazywały się na łamach kwartalnika Pro Libris, miesięcznika Twórczość, miesięcznika Śląsk, miesięcznika Akant, kwartalnika Migotania czy kwartalnika Hybryda.
Jego debiutancka powieść „Sztuka latania” ukazała się w 2022 roku nakładem Wydawnictwa Anagram. W tym samym roku powieść ta została nominowana do Lubuskiego Wawrzynu Literackiego w kategorii „proza”. Jego druga powieść „Skoczek" została wydana w 2024 roku, również nakładem Wydawnictwa Anagram. 27 lutego 2025 roku Mielcarek otrzymał za nią Lubuski Wawrzyn Literacki w kategorii „proza”. Na swoim koncie ma trzy zbiory opowiadań: „Wszystkie nasze Boginie-Matki”, „Parada myśli nocnych” oraz „Nad górą wisi zielone słońce”.
Był stypendystą kulturalnym miasta Zielona Góra w dziedzinie literatury w 2023 i 2024 roku. Od 1 września 2024 prowadzi własny kanał w serwisie YouTube o nazwie „Strachoteka”, gdzie publikuje creepypasty.

## Publikacje
- 2019 – Wszystkie nasze Boginie-Matki (zbiór opowiadań)
- 2021 – Parada myśli nocnych (zbiór opowiadań)
- 2022 – Sztuka latania (powieść)
- 2023 – Nad górą wisi zielone słońce (zbiór opowiadań)
- 2024 – Skoczek (powieść)